# The Adventures of Tom the Tamer and Kid Kelly
The Adventures of Tom the Tamer and Kid Kelly è un cortometraggio muto del 1916 scritto e diretto da Raoul Barré che ne curò anche l'animazione insieme a Frank Moser.

## Produzione
Il film fu prodotto dalla Edison Company e dalla Barre Studios.

## Distribuzione
Distribuito dalla General Film Company, il film - un cortometraggio di 150 metri - uscì nelle sale cinematografiche degli Stati Uniti il 24 maggio 1916. Nelle proiezioni, veniva programmato con il sistema dello split reel, accorpato in un'unica bobina con un altro cortometraggio - prodotto dalla Biograph Company - il documentario The Cecropia Moth.